# Gelbband-Seenadel
Die Gelbband-Seenadel (Dunckerocampus pessuliferus) ist eine kleine Seenadelart, die im tropischen westlichen Pazifik vorkommt. Ihr genaues Verbreitungsgebiet reicht vom philippinischen Sulu-Archipel über den Norden Sulawesis, entlang der Wallace-Linie bis nach Bali und den Montebello-Inseln vor der Nordwestküste Australiens.

## Merkmale
Die Fische werden 16 Zentimeter lang. Ihr Körper ist orange, rostbraun bis schwarz und wird von schmalen gelben Ringen gemustert. Wie alle Fahnenschwanz-Seenadeln haben sie eine fächerförmige Schwanzflosse. Die Schnauze ist lang und pipettenartig. Von der sehr ähnlichen Vielbänder-Seenadel (Dunckerocampus multiannulatus) unterscheidet sie sich durch die gelbe Farbe der Ringe und das Muster auf der Schwanzflosse. Die Schwanzflosse der Gelbband-Seenadel ist rot, mit einem gelben Zentrum und einem weißen Oberrand.

## Lebensweise
Die Gelbband-Seenadel lebt vor allem über schlammigen Meeresboden in der Nähe von einzeln stehenden Korallenstöcken. Sie bevorzugt Wassertiefen, die nicht vom Wellenschlag beeinflusst werden, maximal bis zu einer Tiefe von 45 Metern. Die Fische ernähren sich von sehr kleinen Krebstierchen (vor allem Copepoden) und putzen oft größere Fische.
Ausgewachsene Gelbband-Seenadeln leben meist paarweise. Wie alle Seenadeln sind sie ovipar, die Eier werden vom Weibchen nach dem Legen vom Männchen übernommen, das sie bis zum Schlupf der Larven an der schwammartig veränderten Bauchseite mit sich herumträgt.